# Berkelium(III)-fluorid
Berkelium(III)-fluorid ist eine chemische Verbindung bestehend aus den Elementen Berkelium und Fluor. Es besitzt die Formel BkF3 und gehört zur Stoffklasse der Fluoride.

## Eigenschaften
Berkelium(III)-fluorid ist ein gelbgrüner Feststoff und besitzt zwei kristalline Strukturen, die temperaturabhängig sind. Bei niedrigen Temperaturen ist die orthorhombische Struktur (YF3-Typ) zu finden mit a = 670 pm, b = 709 pm und c = 441 pm sowie einer Dichte von 9,70 g·cm−3. Bei höheren Temperaturen bildet es ein trigonales System (LaF3-Typ) mit a = 697 pm und c = 714 pm sowie einer Dichte von 10,15 g·cm−3. Hierbei ist jeder Berkeliumkern von neun Fluorkernen in einer verzerrten dreifach-überkappten trigonal-prismatischen Struktur umgeben. Die Umwandlungstemperatur des BkF3 liegt im Bereich von 350 bis 600 °C.

## Verwendung
Die ersten Proben von Berkeliummetall wurden 1969 durch Reduktion von BkF3 bei 1000 °C mit Lithium in Reaktionsapparaturen aus Tantal hergestellt.
{\displaystyle {\ce {BkF3 + 3 Li -> Bk + 3 LiF}}}